# Ingela Karlsson (keramiker)
Ingela Charlotte Karlsson, född 12 maj 1960 i Västerhejde, Vibble strax utanför Visby, är en svensk keramiker. 

## Biografi
Karlsson fick som ung gå en keramikkurs i ett hantverkskollektiv i hembygden. Hon fortsatte sedan att utbilda sig vid Capellagården på Öland 1981–1984 och därefter 1985–1990 på Konstfack där hon bland annat hade Signe Persson-Melin som lärare.
Hon har sedan 1990 varit verksam i Fide på födelseön, och driver sedan 1997 Fide fajans. Hon ägnar sig främst åt brukskeramik i lergods i enkla, klassiska, i vissa fall "barocka" former. Hon har även tagit intryck av folklig keramik med engobering och genomskinlig glasyr i skålar och fat. Dessa är försedda med dekormönster som ristats genom engoben. Hon har varit medlem av Blås & Knåda.
Ingela Karlsson är representerad i Gotlands Kommun, Statens Konstråd, Röhsska Museet i Göteborg och Arbetets museum i Norrköping.

## Utmärkelser
- 1989 – Rörstrands arbetsstipendium[3]
- 1990 – Höganäs arbetsstipendium[3]
- 1991 – Sigvard och Marianne Bernadottes konstnärsfond[3]
- 1992, 1993, 1995–1996, 1999–2000 – Statens Bildkonstnärsfond[3]
- 1993 – Stipendium från Bengt Julins minnesfond.[6]